# Аликин, Юрий Юрьевич
Юрий Юрьевич Аликин (род. 4 июня 1980) — российский самбист, чемпион (2003, 2006) и бронзовый призёр (2000, 2002) чемпионатов России, бронзовый призёр розыгрышей Кубка России 2001 и 2005 годов, серебряный призёр чемпионата мира 2006 года в Софии, мастер спорта России международного класса. По самбо выступал во второй средней (до 90 кг) и полутяжёлой (до 100 кг) весовых категориях. Выпускник Пермского государственного педагогического университета 2005 года. Капитан внутренних войск МВД России. Работает тренером по боевому самбо в пермском спортивном клубе «Политехник».

## Российские соревнования
- Чемпионат России по самбо 2000 года — ;
- Кубок России по самбо 2001 года — ;
- Чемпионат России по самбо 2002 года — ;
- Чемпионат России по самбо 2003 года — ;
- Кубок России по самбо 2005 года — ;
- Чемпионат России по самбо 2006 года — ;